# My Dress-Up Darling
My Dress-Up Darling (その着せ替え人形は恋をする?, Sono Bisque Doll wa koi o suru, lett. "Quella bambola di porcellana si innamora"), conosciuto anche solo come Bisque Doll,  è un manga scritto e disegnato da Shin'ichi Fukuda e serializzato dal 19 gennaio 2018 al 21 marzo 2025 sulla rivista Young Gangan di Square Enix.
Un adattamento anime realizzato dallo studio CloverWorks è uscito dall'8 gennaio al 26 marzo 2022 e trasmesso globalmente in simulcast da Crunchyroll. Una seconda stagione viene trasmessa dal 5 luglio 2025.
Il manga ha riscosso un notevole successo dalla sua uscita, raggiungendo nella prima stagione 2022 più di 6,5 milioni di copie vendute, con un incremento di ben 3 milioni a partire dall'uscita dell'anime. Anche i protagonisti della storia hanno riscosso grande popolarità, in particolare Marin è risultata il personaggio più popolare della stagione invernale 2021-2022 secondo MyAnimeList, mentre Gojo si è piazzato terzo nella stessa classifica.. A ottobre 2023 il manga ha raggiunto le 10 milioni di copie in circolazione.

## Trama
Wakana Gojo è uno studente del primo anno delle superiori che sogna di diventare un artigiano di bambole hina. Un giorno, durante il primo trimestre scolastico, la sua popolare compagna di classe Marin Kitagawa lo vede realizzare costumi da bambola nel club di cucito della scuola. Marin, che da tempo desidera fare cosplay e che ha notato l'abilità di Wakana nel cucire, gli chiede di creare il costume di un personaggio di un videogioco che adora. Tuttavia, Wakana non ha mai realizzato costumi a misura d'uomo, ma spinto dalle forti emozioni di Marin accetta la sua richiesta.
Dopo il successo del primo costume, cresce la fiducia di Wakana in sé stesso e anche la sua fiducia e amore nel creare gli abiti. Inizia così ad aprirsi a Marin e ad altri man mano che la serie avanza. Marin a sua volta inizia a provare qualcosa per lui.

### Ambientazione
La storia si svolge principalmente tra le città di Saitama e Tokyo. L'autore nomina direttamente alcune zone, mentre altre pur non essendo direttamente nominate sono facilmente distinguibili grazie alla fedeltà con cui sono state riprodotte. Le zone sono inoltre velocemente collegate tra loro tramite la rete metropolitana.
Il negozio di bambole Hina di Gojo si trova presso il quartiere di Iwatsuki-ku (岩槻区?) a Saitama, luogo effettivamente famoso come uno dei centri dell'artigianato e della vendita delle bambole Hina.
Buona parte dei momenti della storia sono ambientati a Ikebukuro, la cui stazione è rappresentata come uno dei punti di incontro frequente dei protagonisti. In questa zona e a Otome Road, un centro culturale otaku/fujoshi, si trovano realmente molti negozi di artigianato, tessuti, parrucche da cosplay. Sempre a Otome Road è presente il parco del complesso Sunshine 60, chiamato anche Sunshine City, dove si svolge l'evento cosplay di debutto di Marin. Quando Marin porta Gojo a comprare vestiti si recano a  Shibuya, famosa zona turistica e commerciale. Quando la coppia si reca in spiaggia al termine delle lezioni è riconoscibile nello sfondo l'isola di Enoshima, nel comune di Fujisawa.
I fan della serie si sono divertiti a cercare i vari luoghi del manga, riuscendo a trovare a Saitama anche il luogo esatto che l'autore ha preso come riferimento per il love hotel, riproducendolo in modo praticamente identico.

## Personaggi
Wakana Gojo (五条 新菜?, Gojō Wakana)
Doppiato da: Shōya Ishige, Tomoyo Takayanagi (da bambino) (ed. giapponese), Alessandro Germano, Martina Tamburello (da bambino) (ed. italiana)
Protagonista della storia, è uno studente del primo anno delle superiori. È un ragazzo sensibile, timido e riservato, e non ha mai avuto amici prima di conoscere Marin. Essendo orfano, è stato allevato dal nonno che è un artigiano di bambole hina, che è ciò che gli ha dato il desiderio di diventare lui stesso un artigiano che fa teste di bambole. Ama le bambole.
Marin Kitagawa (喜多川 海夢?, Kitagawa Marin)
Doppiata da: Hina Suguta (ed. giapponese), Deborah Morese (ed. italiana)
La deuteragonista dell'opera. Una ragazza che segue la moda gyaru con una personalità estroversa che è nella stessa classe di Wakana. È molto simpatica, dolce, ottimista ed energica ma anche imbranata e goffa nei lavori manuali. I suoi gusti di otaku vanno dagli anime mahō shōjo a videogiochi per adulti, ed è appassionata di cosplay: proprio per quest'ultimo interesse stringe un forte rapporto di amicizia con Wakana, che ben presto si trasforma in una sincera e travolgente attrazione nei suoi confronti.
Kaoru Gojo (五条薫?, Gojo Kaoru)
Doppiato da: Atsushi Ono (ed. giapponese), Riccardo Rovatti (ed. italiana)
Il nonno di Wakana e artigiano di bambole Hina.
Sajuna Inui (乾 紗寿叶?, Inui Sajuna)
Doppiata da: Atsumi Tanezaki (ed. giapponese), Elisa Giorgio (ed. italiana)
Una cosplayer che si presenta sotto il nome di "Juju" (ジュジュ?). È una studentessa del secondo anno delle superiori che frequenta una scuola per ragazze ma il suo fisico minuto non corrisponde alla sua età.
Shinju Inui (乾 心寿?, Inui Shinju)
Doppiata da: Hina Yōmiya (ed. giapponese), Giulia Maniglio (ed. italiana)
La sorellina di Sajuna. Sebbene sia alle medie, sembra più matura della sorella maggiore a causa del suo fisico, della sua altezza e del seno molto abbondante.
Nowa Sugaya (菅谷 乃羽?, Sugaya Nowa)
Doppiata da: Larissa Tago Takeda (ed. giapponese), Martina Tamburello (ed. italiana)
Compagna di classe di Gojo e Marin e amica intima di quest'ultima. Passa molto tempo in compagnia di Kitagawa e le piace molto il karaoke. Si preoccupa per la sua amica ed è molto incuriosita (quasi gelosa) dal fatto che stia passando molto tempo con Gojo, tanto da arrivare a chiedere ai due, davanti a tutti gli amici, se si stanno frequentando.

## Media

### Manga
Il manga è scritto e disegnato da Shin'ichi Fukuda e serializzato da Square Enix sulla rivista Young Gangan dal 19 gennaio 2018 al 21 marzo 2025. I capitoli sono stato raccolti e pubblicati periodicamente in 15 volumi tankōbon dal 24 novembre 2018 al 25 luglio 2025.
Un manga spin-off scritto e disegnato da Choboraunyopomi, intitolato Bisque Doll de chu♥︎ (着せ替え人形でchu♡?, Bisuku Dōru de chū ♡), ha iniziato la serializzazione sulla stessa rivista il 20 dicembre 2024. I capitoli venogno raccolti in volumi tankōbon a partire dal 25 luglio 2025.
In Italia la serie è stata annunciata al Lucca Comics & Games 2021 da Edizioni BD e viene pubblicata sotto l'etichetta J-Pop a partire dal 26 gennaio 2022. La traduzione dei testi è curata da Roberto Marzano.

#### Volumi
| 1  | 24 novembre 2018 | ISBN 978-4-7575-5920-2                                                      | 26 gennaio 2022  | ISBN 978-88-349-0877-8                                                      |
| 1  | Capitoli - Capitoli 1-7 - Extra |                                                                             |                  |                                                                             |
| 1  | Trama Segnato da un traumatico episodio d'infanzia con un'amica che aveva condannato il suo amore per le bambole hina, Wakana Gojou, aspirante artigiano di bambole, trascorre le sue giornate in solitudine, cercando conforto nella stanza di economia domestica della sua scuola superiore. Per Wakana, individui come la bellissima Marin Kitagawa, una ragazza alla moda sempre circondata da un gruppo di amici, sembrano provenire praticamente da un mondo alieno. Tuttavia, quando la vivace Marin, priva di timidezza, scorge un giorno Wakana che sta cucendo con la macchina da cucire dopo la scuola, irrompe con l'obiettivo di coinvolgere il suo tranquillo compagno di classe nel suo hobby segreto: il cosplay. |                                                                             |                  |                                                                             |
| 2  | 24 novembre 2018 | ISBN 978-4-7575-5921-9                                                      | 16 febbraio 2022 | ISBN 978-88-349-0903-4                                                      |
| 2  | Capitoli - Capitoli 8-15 - Bonus (おまけ?, Omake) |                                                                             |                  |                                                                             |
| 2  | Trama Wakana decide di aiutare Marin nella realizzazione del suo abito per il cosplay. Il cosplay che deve realizzare è quello di Shizuku, un personaggio femminile del videogioco erotico Slippery Girls 2. Tuttavia Wakana, per un fraintendimento con la ragazza, crede di avere a disposizione solamente due settimane per realizzare il cosplay. Wakana spinto dalla speranza di rendere felice Marin, si getta immediatamente nell'arduo compito. |                                                                             |                  |                                                                             |
| 3  | 25 maggio 2019 | ISBN 978-4-7575-6138-0                                                      | 21 aprile 2022   | ISBN 978-88-349-0979-9                                                      |
| 3  | Capitoli - Capitoli 16-23 - Bonus (おまけ?, Omake) |                                                                             |                  |                                                                             |
| 4  | 25 ottobre 2019 | ISBN 978-4-7575-6355-1                                                      | 22 giugno 2022   | ISBN 978-88-349-1048-1                                                      |
| 4  | Capitoli - Capitoli 24-31 - Bonus (おまけ?, Omake) |                                                                             |                  |                                                                             |
| 5  | 25 maggio 2020 | ISBN 978-4-7575-6657-6 (ed. regolare) ISBN 978-4-7575-6658-3 (ed. limitata) | 24 agosto 2022   | ISBN 978-88-349-1105-1                                                      |
| 5  | Capitoli - Capitoli 32-39 - Bonus (おまけ?, Omake) |                                                                             |                  |                                                                             |
| 6  | 25 novembre 2020 | ISBN 978-4-7575-6959-1                                                      | 12 ottobre 2022  | ISBN 978-88-349-1174-7                                                      |
| 6  | Capitoli - Capitoli 40-47 - Bonus (おまけ?, Omake) |                                                                             |                  |                                                                             |
| 7  | 24 aprile 2021 | ISBN 978-4-7575-7212-6 (ed. regolare) ISBN 978-4-7575-7213-3 (ed. limitata) | 21 dicembre 2022 | ISBN 978-88-349-1831-9                                                      |
| 7  | Capitoli - Capitoli 48-55 - Bonus (おまけ?, Omake) |                                                                             |                  |                                                                             |
| 8  | 25 ottobre 2021 | ISBN 978-4-7575-7344-4 (ed. regolare) ISBN 978-4-7575-7345-1 (ed. limitata) | 22 febbraio 2023 | ISBN 978-88-349-1832-6 (ed. regolare) ISBN 978-88-349-1833-3 (ed. limitata) |
| 8  | Capitoli - Capitoli 56-63 - Bonus (おまけ?, Omake) |                                                                             |                  |                                                                             |
| 9  | 25 marzo 2022 | ISBN 978-4-7575-7837-1                                                      | 19 aprile 2023   | ISBN 978-88-349-1938-5                                                      |
| 9  | Capitoli - Capitoli 64-71 - Bonus (おまけ?, Omake) |                                                                             |                  |                                                                             |
| 10 | 24 settembre 2022 | ISBN 978-4-7575-8101-2 (ed. regolare) ISBN 978-4-7575-8102-9 (ed. limitata) | 14 giugno 2023   | ISBN 978-88-349-2087-9                                                      |
| 10 | Capitoli - Capitoli 72-79 - Bonus (おまけ?, Omake) |                                                                             |                  |                                                                             |
| 11 | 25 marzo 2023 | ISBN 978-4-7575-8425-9 (ed. regolare) ISBN 978-4-7575-8426-6 (ed. limitata) | 30 agosto 2023   | ISBN 978-88-349-2206-4                                                      |
| 11 | Capitoli - Capitoli 80-87 - Bonus (おまけ?, Omake) |                                                                             |                  |                                                                             |
| 12 | 25 settembre 2023 | ISBN 978-4-7575-8748-9 (ed. regolare) ISBN 978-4-7575-8749-6 (ed. limitata) | 13 dicembre 2023 | ISBN 978-88-349-2380-1                                                      |
| 12 | Capitoli - Capitoli 88-95 - Bonus (おまけ?, Omake) |                                                                             |                  |                                                                             |
| 13 | 24 maggio 2024 | ISBN 978-4-7575-9132-5 (ed. regolare) ISBN 978-4-7575-9133-2 (ed. limitata) | 30 ottobre 2024  | ISBN 978-88-349-2969-8                                                      |
| 13 | Capitoli - Capitoli 96-102 - Bonus (おまけ?, Omake) |                                                                             |                  |                                                                             |
| 14 | 25 novembre 2024 | ISBN 978-4-7575-9492-0 (ed. regolare) ISBN 978-4-7575-9493-7 (ed. limitata) | 19 marzo 2025    | ISBN 978-88-349-3297-1                                                      |
| 14 | Capitoli - Capitoli 103-109 - Bonus (おまけ?, Omake) |                                                                             |                  |                                                                             |
| 15 | 25 luglio 2025 | ISBN 978-4-7575-9972-7                                                      | —                | —                                                                           |
| 15 | Capitoli - Capitoli 110-115 - Bonus (おまけ?, Omake) |                                                                             |                  |                                                                             |
| SP | 25 luglio 2025 | ISBN 978-4-7575-9973-4                                                      | —                | —                                                                           |
| SP | Capitoli - Capitoli 1-13 |                                                                             |                  |                                                                             |

### Anime

Logo originale della serie

Un adattamento anime è stato annunciato nel nono numero di Young Gangan pubblicato il 16 aprile 2021. È stato prodotto da Square Enix e realizzato dallo studio CloverWorks e diretto da Keisuke Shinohara, con Yoriko Tomita che si è occupata della sceneggiatura della serie e Kazumasa Ishida che ha curato il character design e che ha fatto da capo direttore dell'animazione. Takeshi Nakatsuka invece ha composto la colonna sonora.
La serie è stata trasmessa dall'8 gennaio al 26 marzo 2022. I diritti di distribuzione al di fuori dell'Asia sono stati acquistati da Crunchyroll che ha pubblicato la serie in versione sottotitolata in simulcast in vari Paesi del mondo, tra cui l'Italia. La sigla d'apertura della serie  (Sansan Days?, 燦々デイズ, Sansan Deizu) è cantata dal gruppo Spira Spica, mentre quella di chiusura Koi no yukue (恋ノ行方?) è cantata dalla performer e cosplayer Akari Akase (la quale nel video ufficiale della canzone, si presenta con un cosplay della protagonista Marin Kitagawa). Dal 18 luglio 2022 è una delle prime serie disponibili su Crunchyroll con doppiaggio italiano. L'ultimo episodio doppiato è stato reso disponibile il 3 ottobre 2022. Il doppiaggio italiano è curato da ADC Group di Milano sotto la direzione di Silvana Fantini. L'adattamento dei dialoghi dell'edizione italiana di questa stagione è stato effettuato da Marta Ferreri, Silvia Fornasiero e Gabriella Fantini.
Il 17 settembre 2022 è stato annunciato un sequel. Nella copertina del primo numero del 2025 della rivista Young Gangan, la notizia viene ripresa e viene annunciato che la seconda stagione è prevista per il 2025. Quest'ultima viene trasmessa dal 5 luglio 2025 su Tokyo MX e reti affiliate e vede il ritorno dello staff principale e i membri del cast che riprendono i rispettivi ruoli. La sigla d'apertura è Ao to kirameki (アオとキラメキ?) degli Spira Spica, mentre quella di chiusura è Kawaii kaiwai delle PiKi. Il doppiaggio italiano, partito il 26 luglio 2025, è curato da VSI ROME, con la sonorizzazione affidata alla Red Audio Solutions, sotto la direzione di Renata Bertolas. L'adattamento dei dialoghi dell'edizione italiana di questa stagione viene effettuato da Fabio Elia, Silvia Fornasiero e Marta Ferreri.

#### Episodi

##### Prima stagione
| Nº serie | Nº | Titolo italiano Giapponese 「Kanji」 - Rōmaji | In onda          | In onda           |
| Nº serie | Nº | Titolo italiano Giapponese 「Kanji」 - Rōmaji | Giapponese       | Italiano          |
| 1        | 1  | Una persona che vive in un mondo opposto al mio 「自分とは真逆の世界で生きている人」 - Jibun to wa magyaku no sekai de ikite iru hito | 8 gennaio 2022   | 18 luglio 2022    |
| 1        | 1  | Wakana Gojo sogna da sempre di diventare un artigiano di bambole hina come il nonno con cui vive dopo la morte dei genitori. La sua passione però lo assorbe completamente e lo isola dal resto della società, soprattutto per paura di essere deriso e rifiutato. A scuola, all'inizio del primo anno di superiori ha la prima conversazione con Marin Kitagawa, una bella e popolare compagna di classe. Mentre fa le pulizie di classe lei lo rimprovera che non deve assecondare gli altri se non gli va e che deve esprimere i propri sentimenti agli altri. Quella notte, Gojo riflette sulle parole di Kitagawa. Quando la sua macchina da cucire si rompe, decide di utilizzare temporaneamente quella presente nella stanza del club di cucito della sua scuola. Kitagawa irrompe nell'aula ma, invece di deriderlo o giudicarlo, resta ammirata dalle sue capacità. All'improvviso, Kitagawa si toglie i vestiti e cambiandosi mostra a Gojo un abito cosplay su cui sta lavorando, sottolineando la sua incapacità. Gli chiede quindi se potrebbe essere in grado di crearne uno, spiegando quanto sia importante per lei il personaggio del videogioco che vuole impersonare. Nonostante non abbia mai vestito prima una persona reale, Gojo, colpito dalle parole di Marin, accetta di assisterla e promette di fare del suo meglio, con grande gioia di lei. |                  |                   |
| 2        | 2  | Vuoi sbrigarti a farlo? 「さっそく、しよっか？」 - Sassoku, shiyokka? | 15 gennaio 2022  | 25 luglio 2022    |
| 2        | 2  | Kitagawa esprime il suo desiderio di fare il cosplay di Shizuku Kuroe, un personaggio femminile del videogioco erotico Slippery Girls 2, lasciando Gojo perplesso. Spiega che per lei il genere non importa se ci si diverte a fare qualcosa e dà a Gojo un libretto di istruzioni per realizzare abiti da cosplay. L'indomani, un'impaziente Kitagawa si fa trovare al negozio di Gojo. Gojo è molto imbarazzato al pensiero di prendere le sue misure da nuda, ma Kitagawa imperturbabile si spoglia mostrando un costume da bagno. Quando le chiede se prova imbarazzo lei rilassata risponde di no, convincendolo a mettere da parte i suoi pensieri e l'imbarazzo. Inizia a misurarla con professionalità, ma nonostante la concentrazione, ha difficoltà a prenderne alcune, come seno o cavallo, ma alla fine completano l'attività. Gojo quindi chiede a Kitagawa se ha dei riferimenti per l'abito di Shizuku, facendosi prestare il gioco. Quella notte Gojo gioca entrambi i titoli per ricerca, con grande sgomento del nonno. |                  |                   |
| 3        | 3  | Allora, perché non lo facciamo? 「じゃ、付き合っちゃう？」 - Ja, tsukiatchau? | 22 gennaio 2022  | 1º agosto 2022    |
| 3        | 3  | Gojo fa un vivido sogno bagnato su Kitagawa. Imbarazzato, a scuola evita Kitagawa, che però lo ferma all'uscita e gli chiede di andare insieme ad acquistare i materiali del costume, ricevendo il rifiuto di Gojo. Raggiunto nuovamente, Gojo si scusa e spiega che se n'è andato perché la gente potrebbe pensare che loro due si frequentino e non vuole metterla in difficoltà. Vedendo la sua bassa autostima, Marin lo rassicura che loro adesso sono amici e non ha importanza. Visitano quindi più negozi dove acquistano tutto il necessario e Gojo rimane meravigliato dalla vastità che offre il mondo del cosplay ed è felice di essere utile a Marin. Tornando indietro, Gojo confessa a Kitagawa che per i suoi trascorsi, può chiamare le cose belle o graziose solo per ciò che lui trova davvero speciale e riesce a dirlo solo se viene dal cuore. Prima di separarsi, Kitagawa afferma che un evento cosplay si svolgerà tra due settimane. Vedendo il poco tempo che ha, Gojo rimane sconvolto. |                  |                   |
| 4        | 4  | Questi sono della tua ragazza? 「これ、彼女のとか？」 - Kore, kanojo no toka? | 29 gennaio 2022  | 8 agosto 2022     |
| 4        | 4  | Gojo è molto stressato al pensiero del poco tempo a disposizione. Tornato a casa, il nonno cade dopo aver visto dell'intimo da donna nella borsa di Gojo. Dopo una visita in ospedale, sua cugina Miori lo raggiunge e suggerisce di ospitare il nonno da lei per qualche giorno. L'indomani a scuola, Gojo racconta l'accaduto a Kitagawa. Preoccupata, gli dice che vuole aiutarlo in ogni modo possibile, quindi si scambiano i numeri di telefono. A causa anche dello studio, Gojo è esausto e si deprime fino a quando non ricorda una conversazione avuta con suo nonno, che lo motiva e lo fa lavorare per tutta la notte. La mattina, Gojo avvisa Marin di aver finito l'abito, con sua grande sorpresa. Quando ammette di non avergli spiegato chiaramente la situazione (l'abito poteva aspettare), Gojo è sollevato di sapere che ha ancora tempo per rifinire l'abito, mentre Kitagawa scoppia a piangere mortificata. Gojo riesce a calmarla dicendole che ne varrà la pena se sarà felice dell'abito. Quando Kitagawa lo indossa, è immensamente soddisfatta dei risultati. |                  |                   |
| 5        | 5  | Forse perché è il corpetto migliore del mondo? 「この中で一番いい乳袋だからじゃん？」 - Kono naka de ichiban Ii chibukuro da kara jan? | 5 febbraio 2022  | 15 agosto 2022    |
| 5        | 5  | Kitagawa chiede con entusiasmo a Gojo di fotografarla e lui le chiede di posare come farebbe Shizuku. Una volta soddisfatta dei risultati, Marin carica le foto sui social. Quindi dice di aver cambiato idea e che parteciperanno all'evento cosplay di domani. Kitagawa è incredibilmente eccitata quando arrivano lì, mentre Gojo si sente a disagio. Diversi partecipanti si avvicinano a Kitagawa per scattarle foto. Mentre guarda Kitagawa divertirsi, Gojo è emozionato, ma inizia a chiedersi se questa sarà l'ultima volta che escono insieme in quanto ha mantenuto la sua promessa. Riuniti, Marin spiega che il suo vestito sta diventando scomodo a causa del caldo intenso, quindi entrano per riposare e rinfrescarsi. Sentendosi meglio, Kitagawa chiede a Gojo di torneare in piazza un'ultima volta prima di partire, dove incontra una ragazza che le aveva chiesto una foto in precedenza. Mentre stanno tornando in treno, Kitagawa chiede a Gojo quale sarà il loro prossimo cosplay, rincuorandolo. Gojo mentre si sta appisolando, le dice che era bellissima. Kitigawa, ricordando ciò che Gojo le aveva detto, rimane spiazzata e arrossisce, rendendosi conto di quanto deve essere speciale per Gojo. |                  |                   |
| 6        | 6  | Davvero?! 「マ！？」 - Ma!? | 12 febbraio 2022 | 22 agosto 2022    |
| 6        | 6  | Il nonno di Gojo torna a casa ed è scioccato quando vede Gojo e Kitagawa insieme. Una volta chiarita la situazione, Kitagawa inizia a realizzare che si sta innamorando di Gojo. Mentre cenano Kitagawa rivela la sua situazione familiare e le discutibili abitudini alimentari. Il giorno successivo, una giovane ragazza raggiunge il negozio durante un acquazzone e il nonno di Gojo la invita a entrare. Dopo un primo imbarazzante incontro e un'incomprensione sul motivo della visita, Sajuna Inui dice a Gojo che vuole commissionare un vestito da cosplay, rivelando di essere "Juju", la cosplayer menzionata da Marin in precedenza. Marin appena saputo della sua presenza raggiunge subito Gojo. Mentre parlano, Juju esprime il suo desiderio di vestire i panni di Shion Nikaido, un personaggio dell'anime Flower Princess Blaze!!, di cui anche Kitagawa è una grande fan. Quando Juju chiede a Kitagawa perché non vuole fare anche lei il cosplay di Shion, lei risponde che il suo fisico non è adatto (preferendo piuttosto interpretare Neon, la sorella di Shion), ottenendo un immenso rispetto da parte di Juju per la sua professionalità. Prima di andare, Juju e Gojo si scambiano i contatti telefonici. |                  |                   |
| 7        | 7  | Niente di meglio che un appuntamento a casa con il tipo che lovvo 「しゅきぴとおうちデート、やばっ」 - Shukipi to ouchi Dēto, yaba | 19 febbraio 2022 | 29 agosto 2022    |
| 7        | 7  | Juju rifiuta la proposta di Kitagawa di fare un cosplay di gruppo, fino a quando Kitagawa e Gojo non si offrono di dividere le spese dello studio. Gojo decide quindi di guardare Flower Princess Blaze!! per ricerca. Più tardi quella sera, il nonno elogia il suo miglioramento nel realizzare i volti delle bambole e lo incoraggia a continuare ad allenare le sue abilità di sartoria e trucco con Kitagawa. Il giorno successivo, Gojo va a casa di Kitagawa per recuperare la serie, trovandola arruffata ed appena sveglia. Entrati, Marin lo invita a guardare la serie insieme, rendendosi conto poco dopo che quello è a tutti gli effetti un appuntamento a casa con Gojo. La cosa la manda in estasi, ma proprio in quel momento il suo stomaco brontola. Kitagawa insiste a cucinare per Gojo e, nonostante il risultato mediocre, è contenta quando Gojo assapora felice l'omurice preparato. Tornato a casa, Gojo chiama Juju e le invia i suoi bozzetti dettagliati e Juju è scioccata nell'apprendere che l'abito di Kitagawa è stato solo il suo primo lavoro. Prima di riagganciare, spiega che è sua sorella minore a fare le foto su richiesta di Gojo accetta di incontrarsi tutti insieme per approfondire degli aspetti tecnici della fotografia. Quando Gojo e Kitagawa incontrano la timida e riservata Shinju Inui, restano sbalorditi dalle sue grandi dimensioni e dalle sue curve. |                  |                   |
| 8        | 8  | Consiglio vivamente la retroilluminazione 「逆光、オススメです」 - Gyakkō, osusume desu | 26 febbraio 2022 | 5 settembre 2022  |
| 8        | 8  | Shinju mostra a Kitagawa la fotocamera che usa per scattare le foto di Juju e inizia a spiegare i diversi filtri e impostazioni. Il gruppo visita quindi lo studio, situato in un ospedale abbandonato. All'interno, Shinju mostra i vantaggi delle immagini in controluce a Marin. Nel frattempo, Gojo tiene compagnia ad una Juju spaventata e parlano dei loro rispettivi sogni. Quando rivela perché lo ha scelto per realizzare il suo vestito da cosplay, Gojo ricorda un'altra conversazione avuta con suo nonno. Commosso, afferra con gioia la mano di Juju, che tuttavia sviene per la tensione. Dopo aver terminato gli esami trimestrali, Kitagawa invita Gojo in spiaggia. Mentre condividono il pranzo, Kitagawa decide di entrare in acqua. Raggiuntola, Gojo rivela di non aver mai potuto visitare molti posti durante la sua infanzia, tra cui il mare. Stupita, Kitagawa dice che lo porterà in molti posti durante le vacanze, solo loro due insieme. Gojo accetta volentieri ma Marin, resasi conto di quanto ha appena detto, fugge con la scusa di dover bere. Anche se tutta rossa e imbarazzata, è molto felice al pensiero di trascorrere le vacanze estive con Gojo e gli fa di nascosto una foto, pensando a quanto sia fantastico. |                  |                   |
| 9        | 9  | Sono successe parecchie cose dopo che ho visto quella foto 「写真を見たら、色々あったからです」 - Shashin o mitara, iroiro atta kara desu | 5 marzo 2022     | 12 settembre 2022 |
| 9        | 9  | Gojo e Kitagawa tornano dall'acquisto dei materiali per realizzare i vestiti di Black Lobelia. Marin gli mostra un costume da bagno che indossa sotto i vestiti e chiede a Gojo se pensa che sia appropriato per il cosplay. Imbarazzato, Gojo non risponde, e Kitagawa gli dice che gli ha inviato una foto di un altro costume da bagno, ma lui non ha mai risposto. Mortificato pensa che "Sono successe molte cose dopo che ho visto quella foto". Alla fine conferma che il costume da bagno va bene. Kitagawa aiuta nel realizzare l'abito e Gojo la guarda con orgoglio, ricordando la prima volta che Marin gli disse che era utile ed è felice di sapere che ora lei prova la stessa gioia. Qualche giorno dopo, Gojo presenta a Juju e Kitagawa i loro abiti, deliziandole. Gojo trucca Kitagawa, che rimane sbalordita dal risultato. Si dirigono poi all'ospedale, dove aspettano Gojo e Shinju. Quando finalmente arrivano, Shinju li stupisce presentandosi con un vestito da cosplay maschile di Soma. In un flashback del giorno in cui hanno visitato per la prima volta l'ospedale, Shinju ha confermato il sospetto di Gojo che anche lei volesse fare cosplay, ma non aveva il coraggio di farlo di fronte a sua sorella. Durante la preparazione del costume Gojo e Shinju si scambiano pensieri profondi ma accandono anche molte cose imbarazzanti. Nel presente, tutti scattano una foto di gruppo e poi iniziano la sessione fotografica.                                                    |                  |                   |
| 10       | 10 | Abbiamo tutti le nostre preoccupazioni 「誰にでも色々あるんです」 - Dare ni demo iroiro arun desu | 12 marzo 2022    | 19 settembre 2022 |
| 10       | 10 | Sul set, Kitagawa e le sorelle Inui fanno il servizio fotografico. Juju in seguito ringrazia Gojo per aver aiutato Shinju a realizzare il suo sogno. Quando Juju e Shinju tornano a casa, Juju ammette di essere gelosa di lei per aver realizzato un cosplay del genere. Quindi ammira felicemente alcune immagini in cui appare Gojo. Nel frattempo, Gojo sta parlando al telefono con Marin, che ingelosisce quando scopre che Shinju ha passato del tempo da sola con lui. Qualche tempo dopo, Kitagawa esprime il suo desiderio di fare il cosplay di Veronica, un personaggio di un videogioco dalla pelle scura, e accettano di ottenere quell'effetto digitalmente. Tuttavia Marin si presenta a casa sua il giorno dopo con la pelle completamente scurita dal fondotinta per imitare il colore della pelle di Veronica. Dopo aver fatto una doccia, lo mette in imbarazzo quando scopre parzialmente il seno per mostrargli come realizzare l'abito. Volendo comprare dei vestiti per lui, Marin porta Gojo a Shibuya in un negozio di abbigliamento ma con scarso successo. Mentre tornano a casa, Gojo confessa a Kitagawa che non può aiutarla con questo cosplay. Scossa e preoccupata chiede il perché, e lui nervosamente le dice che il costume è troppo rivelatore. Sollevata, lo prende in giro e accetta di scegliere i suoi personaggi con più attenzione. |                  |                   |
| 11       | 11 | Mi trovo in un motel 「俺は今、ラブホテルにいます」 - Ore wa ima, Rabu Hoteru ni imasu | 19 marzo 2022    | 26 settembre 2022 |
| 11       | 11 | Marin invita Gojo in un manga cafè, ma lo stesso Gojo si sente in imbarazzo mentre è solo con lei in un luogo stretto e appartato. Mentre passano il tempo, Kitagawa consiglia a Gojo un manga intitolato SuccIDK e confessa che le piacerebbe fare il cosplay di Liz the Succubus ma ha dei dubbi sul fatto di essere adatta, ma accetta di farlo dopo che Gojo le fa un complimento e la incoraggia. Successivamente, scoprono all'ultimo minuto che lo studio che Marin ha prenotato per il servizio fotografico è in realtà un love hotel. Durante lo shooting, mentre riproducono alcune delle pose del manga, Kitagawa finisce per sedersi sopra Gojo disteso nel letto. Dopo aver scattato la foto, sentono la coppia nella stanza adiacente fare sesso e Gojo resosi conto della situazioni in cui si è messo, cerca di controllare la sua libido dicendo a Marin di scendere, ma invece le afferra la vita facendola gemere involontariamente e spegnendo la luce con il cellulare volato via. Paralizzati, si fissano e quasi si baciano. Tuttavia, prima di lasciarsi andare, vengono interrotti dal telefono del motel. Dopo l'incidente, entrambi rimangono molto imbarazzati e ripensano al momento. Tornato a casa, Gojo pensa a Kitagawa mentre è solo nella sua stanza. |                  |                   |
| 12       | 12 | My Dress-Up Darling 「その着せ替え人形は恋をする」 - Sono bisuku dōru wa koi o suru | 26 marzo 2022    | 3 ottobre 2022    |
| 12       | 12 | Mentre Gojo aiuta Marin con i nastri per capelli, scopre che suo padre ha annullato l'appuntamento ad andare con lei a un festival estivo, poiché non ha ancora fatto i compiti. Viene svelato anche che Marin lavora come modella freelance per delle riviste di moda, per comprare una macchina fotografica tutta loro. Gojo aiuta Kitagawa a fare i compiti, e poi decidono di guardare un film horror insieme. Gojo è nervoso perché non ne ha mai visto uno ma alla fine ne rimane entusiasta, mentre Marin è spaventata. Si recano poi a scuola per recuperare gli esercizi di matematica che Kitagawa ha dimenticato ma mentre stanno uscendo Marin scivola in piscina e Gojo la salva dall'annegamento. Finiti i compiti, Marin lo invita ad andare insieme ad un festival. La sera lui è incantato dal suo aspetto mentre indossa uno yukata, rendendola felice. Guardano insieme i fuochi d'artificio e poi Gojo porta Kitagawa a casa in spalle, poiché ferita ai piedi a causa dei sandali. Marin dice a Gojo che starà più attenta l'anno prossimo, rincuorandolo al pensiero che continueranno a vedersi. Più tardi, Kitagawa gli telefona dicendo che vuole sentire la sua voce e un po' di compagnia, poiché è spaventata dopo aver visto il sequel del film horror precedente. Chiacchierano a lungo finché Gojo inizia ad addormentarsi. Sentendo che ha preso sonno, ripensando a tutti i momenti passati insieme, Kitagawa gli confessa il suo amore prima di dargli la buonanotte e riattaccare. |                  |                   |

##### Seconda stagione
Questa lista è suscettibile di variazioni e potrebbe essere incompleta o non aggiornata.

| Nº serie | Nº | Titolo italiano Giapponese 「Kanji」 - Rōmaji | In onda        | In onda        |
| Nº serie | Nº | Titolo italiano Giapponese 「Kanji」 - Rōmaji | Giapponese     | Italiano       |
| 13       | 1  | Wakana Gojo, 15 anni, adolescente 「五条新菜 15歳 思春期」 - Gojō Wakana, jūgo-sai, shishun-ki                                                           | 5 luglio 2025  | 26 luglio 2025 |
| 14       | 2  | Le tette sono equip 「おっぱいは装備できるから」 - Oppai wa sōbi dekiru kara                                                                             | 12 luglio 2025 | 2 agosto 2025  |
| 15       | 3  | Scene di vita quotidiana? Adorooo! 「日常パートめっちゃすこ~~♡♡♡」 - Nichijō Pāto metcha suko~~♡♡♡                                                       | 19 luglio 2025 | 9 agosto 2025  |
| 16       | 4  | Ha memorizzato tutte le mie misure 「あたしの体の事、全部知ってるんだ」 - Atashi no karada no koto, zenbu shitte-runda                                   | 26 luglio 2025 | 16 agosto 2025 |
| 17       | 5  | 800 milioni 「8億」 - Hachi oku | 2 agosto 2025  | -              |
| 18       | 6  | Costi quel che costi, lo renderò realtà con le mie mani 「俺が絶対に 俺の手で」 - Ore ga zettai ni - Ore no te de                                        | 9 agosto 2025  | -              |
| 19       | 7  | Catturare dei ricordi 「思い出刻むぜ！」 - Omoide kizamu ze!                                                                                             | 16 agosto 2025 | -              |
| 20       | 8  | I soldi sono l'unico modo che ho per esprimere la gratitudine 「感謝の伝え方が課金しか思い付かない」 - Kansha no tsutae-kata ga kakin shika omoitsukanai | 23 agosto 2025 | -              |

### Dorama live action
Il 30 agosto 2024 è stato annunciato un adattamento dorama in live action. Il dorama è prodotto da Kyodo Television e diretto da Kōji Shintoku, con Satoko Okazaki alla sceneggiatura. La serie è stata trasmessa nel blocco di programmazione Dramaism di MBS dal 9 ottobre all'11 dicembre 2024.

## Accoglienza

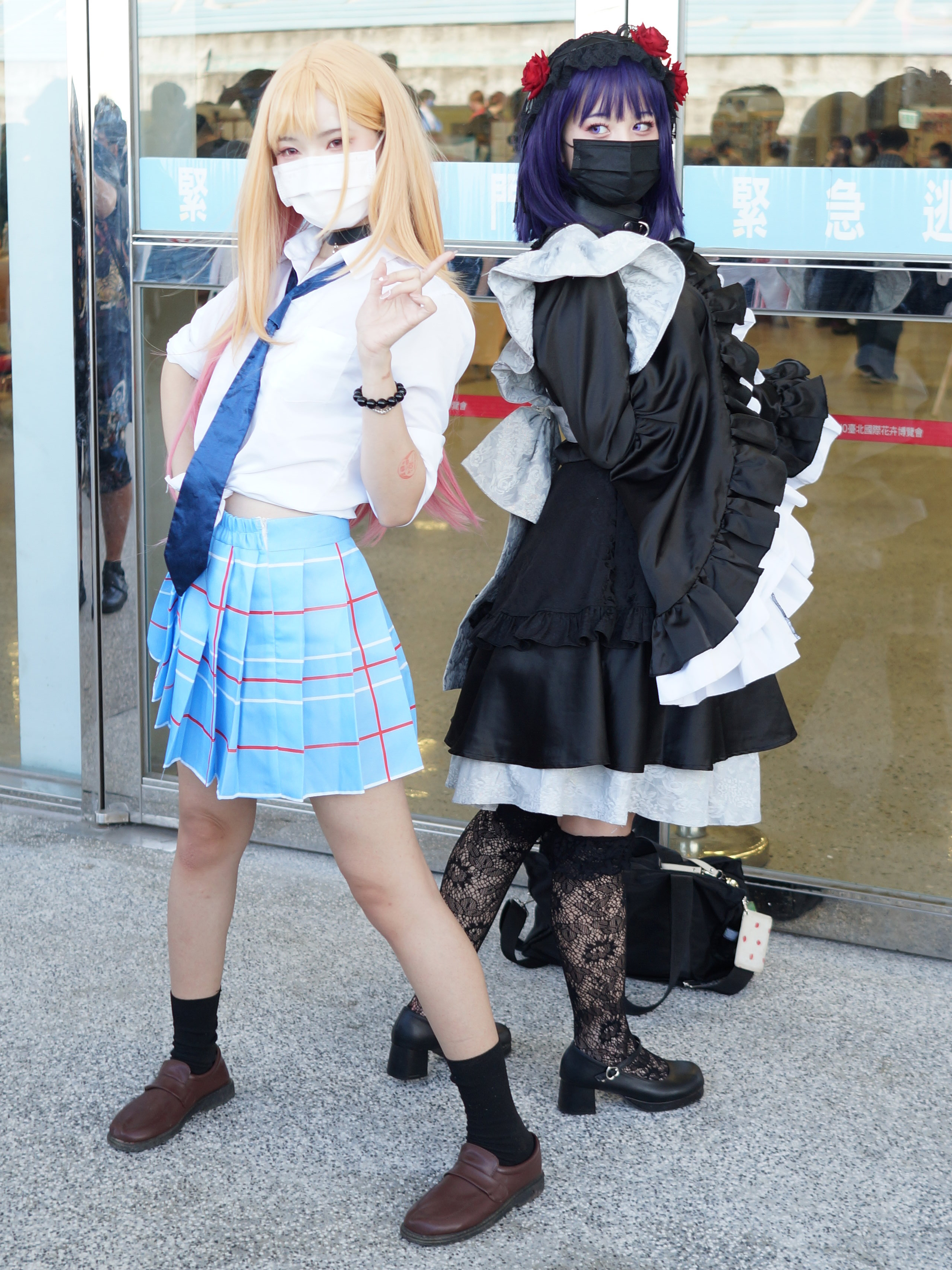
Cosplayer di Marin in divisa scolastica (a sinistra) e mentre impersona Shizuku Kuroe (a destra)

Nell'agosto 2019 la serie si è classificata al 6º posto nella categoria fumetti alla quarta edizione di Tsugini kuru manga taishō, organizzata dalla rivista Da Vinci di Media Factory e dal sito Niconico. Il manga si è classificato al 16º posto per i lettori nell'edizione 2020 di Kono manga ga sugoi! di Takarajimasha. Il manga è stato classificato al 3º posto nel Nationwide Bookstore Employees' Recommended Comics of 2020 di Honya Club, un sondaggio che ha raccolto i risultati di 1100 dipendenti di librerie professionali in Giappone. A febbraio 2022 il manga ha raggiunto i 6,5 milioni di copie in circolazione, con un incremente di 3 milioni di copie grazie all'uscita dell'anime. A ottobre 2023 il manga ha raggiunto le 10 milioni di copie in circolazione.
I protagonisti della storia si sono particolarmente distinti tra i fan: secondo MyAnimeList Marin è risultata il personaggio più popolare della stagione invernale 2021-2022, mentre Gojo si è piazzato terzo nella stessa classifica e Sajuna quinta.
Jenelle Catherina ha esaminato l'adattamento anime per CBR, sostenendo che i due protagonisti della serie «sfidano le norme di genere» e ha affermato che è difficile «non amare l'adorabile audace Marin». Ha anche detto che la serie sta emergendo come «un titolo di successo della stagione invernale 2022».